# Kirkburn
Kirkburn är en ort och civil parish i Storbritannien.   Den ligger i kommunen East Riding of Yorkshire och riksdelen England, i den sydöstra delen av landet, 280 km norr om huvudstaden London. Kirkburn ligger 23 meter över havet och antalet invånare är 903.
Terrängen runt Kirkburn är platt. Runt Kirkburn är det ganska tätbefolkat, med 139 invånare per kvadratkilometer. Närmaste större samhälle är Driffield, 4,6 km nordost om Kirkburn. Trakten runt Kirkburn består till största delen av jordbruksmark.